# Кубок Ірландії з футболу 2005
Кубок Ірландії з футболу 2005 — 85-й розіграш кубкового футбольного турніру в Ірландії. Переможцем вперше стала Дроеда Юнайтед.

## Календар
| Раунд        | Дата                                                         | Матчі | Клуби   |
| ------------ | ------------------------------------------------------------ | ----- | ------- |
| Перший раунд | 24 квітня 2005, 29 квітня - 9 травня 2005 (перегравання)     | 10+3  | 42 → 32 |
| 1/16 фіналу  | 10-12 червня 2005, 13-14 червня 2005 (перегравання)          | 16+2  | 32 → 16 |
| 1/8 фіналу   | 26-29 серпня 2005, 30 серпня - 3 вересня 2005 (перегравання) | 8+3   | 16 → 8  |
| 1/4 фіналу   | 23-24 вересня 2005                                           | 4     | 8 → 4   |
| 1/2 фіналу   | 21-23 жовтня 2005                                            | 2     | 4 → 2   |
| Фінал        | 4 грудня 2005                                                | 1     | 2 → 1   |

## 1/16 фіналу
| Команда 1         | Рахунок | Команда 2            |
| ----------------- | ------- | -------------------- |
| 10 червня 2005    |         |                      |
| УКД               | 2:0     | Дублін Сіті          |
| Шелбурн           | 0:2     | Деррі Сіті           |
| Дроеда Юнайтед    | 2:0     | Лімерик              |
| Вотерфорд Юнайтед | 0:1     | Сент-Патрікс Атлетік |
| Богеміан          | 2:0     | Атлон Таун           |
| Голвей Юнайтед    | 0:0     | Корк Сіті            |
| Ейвондейл Юнайтед | 0:1     | Брей Вондерерз       |
| 11 червня 2005    |         |                      |
| Кар'ю Парк        | 1:3     | Дуглас Холл          |
| Кілкенні Сіті     | 0:1     | Фінн Гарпс           |
| Слайго Роверз     | 1:1     | Малахайд Юнайтед     |
| Кілдер Каунті     | 4:1     | Голвей Гіберніанс    |
| Лонгфорд Таун     | 5:0     | Вотерфорд Кристал    |
| Ков Рамблерс      | 0:1     | Вейсайд Селтік       |
| Ліссадел Юнайтед  | 0:4     | Черрі Орчард         |
| 12 червня 2005    |         |                      |
| Шемрок Роверс     | 2:0     | Фанад Юнайтед        |
| Монахан Юнайтед   | 1:7     | Дандолк              |

Перегравання
| Команда 1        | Рахунок | Команда 2      |
| ---------------- | ------- | -------------- |
| 13 червня 2005   |         |                |
| Корк Сіті        | 1:0     | Голвей Юнайтед |
| 14 червня 2005   |         |                |
| Малахайд Юнайтед | 0:2 дч  | Слайго Роверз  |

## 1/8 фіналу
| Команда 1      | Рахунок | Команда 2            |
| -------------- | ------- | -------------------- |
| 26 серпня 2005 |         |                      |
| Дандолк        | 0:2     | Дроеда Юнайтед       |
| Брей Вондерерз | 1:0     | Черрі Орчард         |
| Богеміан       | 2:2     | Вейсайд Селтік       |
| 27 серпня 2005 |         |                      |
| Слайго Роверз  | 2:1     | Сент-Патрікс Атлетік |
| Деррі Сіті     | 3:1     | Кілдер Каунті        |
| Лонгфорд Таун  | 1:1     | УКД                  |
| 28 серпня 2005 |         |                      |
| Шемрок Роверс  | 2:0     | Дуглас Холл          |
| 29 серпня 2005 |         |                      |
| Корк Сіті      | 0:0     | Фінн Гарпс           |

Перегравання
| Команда 1      | Рахунок | Команда 2     |
| -------------- | ------- | ------------- |
| 30 серпня 2005 |         |               |
| Вейсайд Селтік | 1:2     | Богеміан      |
| УКД            | 2:1     | Лонгфорд Таун |
| 3 вересня 2005 |         |               |
| Фінн Гарпс     | 2:3 дч  | Корк Сіті     |

## 1/4 фіналу
| Команда 1       | Рахунок | Команда 2     |
| --------------- | ------- | ------------- |
| 23 вересня 2005 |         |               |
| Брей Вондерерз  | 3:2     | УКД           |
| Дроеда Юнайтед  | 2:1     | Богеміан      |
| Корк Сіті       | 3:1     | Слайго Роверз |
| 24 вересня 2005 |         |               |
| Деррі Сіті      | 1:0     | Шемрок Роверс |

## 1/2 фіналу
| Команда 1      | Рахунок | Команда 2      |
| -------------- | ------- | -------------- |
| 21 жовтня 2005 |         |                |
| Корк Сіті      | 1:0     | Деррі Сіті     |
| 23 жовтня 2005 |         |                |
| Дроеда Юнайтед | 2:1     | Брей Вондерерз |

## Фінал
| 4 грудня 2005 |

| Корк Сіті | 0:2      | Дроеда Юнайтед        |
| --------- | -------- | --------------------- |
|           | Протокол | Велан 52' О'Браян 83' |

| Ленсдаун Роуд, Дублін Глядачів: 24 521 Арбітр: Ян Стоукс |